# ريشارد رويلوسين
ريشارد رويلوسين (13 يوليو 1969 بهاردرفايك في هولندا - ) هو لاعب كرة قدم هولندي في مركز الهجوم. لعب مع بي إي سي زفوله ودي غرافشاب ورودا ياي سي وفيتيسه آرنهم وناك بريدا وهيراكليس ألميلو وMVV Maastricht ‏.